# Валки (Прилуцький район)
Ва́лки — село в Україні, у Прилуцькому районі Чернігівської області, розташоване на р. Удай, за 12 км від райцентру та залізничної станції Прилуки. Входить до складу Сухополов'янської сільської громади. Населення 523 особи.

## Історія
Засновано 1629 року на території Київського воєводства Речі Посполитої. З 1649 р. — у складі Переволочанської сотні Прилуцького полку Гетьманської України (1649-1781).
Князі Вишневецькі і в 1649 Б. Хмельницький підтвердили Густинському монастирю володіння ним у Валках млинами, але саме село було ранговим — належало гетьманській скарбниці. Так, 1738 р. Валки віддані на ранг генеральному судді М. Забілі, який посиленням визиску призвів до втечі селян; при ньому в 1740 р. у Валках з 77 дворів залишилось 32.
З 1743 р. село віддано полтавському полковнику А. Горленку, який передав його своїм спадкоємцям.
Село входило до 1781 року до Переволочанської сотні Прилуцького полку, а потім до Прилуцького повіту Чернігівського намісництва.
Найдавніше знаходження на мапах — 1812 рік.
У 1862 році в селі володарському казеному та козачому Ва́лки була церква та 258 дворів, де жила 861 особа.
У 1911 році в селі Ва́лки була церква Архістратига Михаїла, церковно-прихідська школа та жила 1331 особа.
До 2020 року село було адміністративним центром Валківської сільської ради, якій підпорядковувались села Боршна та Мільки.

### Доба УНР та комуністична присутність
З 1917 р.  — у складі УНР. З весни 1918 р. село визнало владу Гетьмана Павла Скоропадського. З 1921 р. — стабільний комуністичний режим. 1929 року більшовики почали репресії проти незалежних господарників, а 1932 року вдалися до прямого терору голодом.
Внаслідок хазяйнування Москви в селі сталися непоправні руйнування::
- сліди козацького цвинтаря, де похований полковник Чайка з його козаками, що загинули в боях з ген. Мєншіковим.
- пень великого дуба й каплиця, де не раз зупинявся в Петра (прадіда Івана Самійленка), по дорозі з Прилук до Галагана, Тарас Шевченко. Як переказують, він писав на тім пні поему «Кавказ».
- Михайлівська церква, де христили майбутнього прем'єр-міністра України в екзилі Івана Самійленка.

1954 р. встановлено пам'ятний знак на могилі солдатів, які загинули 1943 р. Також пам'ятник односельцям — жертвам Другої світової війни.

## Політика

### Парламентські вибори, 2019
На позачергових парламентських виборах 2019 року у селі функціонувала окрема виборча дільниця № 740585, розташована у приміщенні школи.
Результати
- зареєстровано 302 виборці, явка 68,87%, найбільше голосів віддано за «Слугу народу» — 44,12%, за Всеукраїнське об'єднання «Батьківщина» — 18,14%, за Радикальну партію Олега Ляшка — 9,80%[8]. В одномандатному окрузі найбільше голосів отримав Сергій Коровченко (самовисування) — 33,50%, за Бориса Приходька (самовисування) — 22,84%, за Дмитра Пахомова (Слуга народу) — 13,71%[9].

## Населення
Згідно з переписом УРСР 1989 року, чисельність наявного населення села становила 694 особи, з яких 312 чоловіків та 382 жінки.
За переписом населення України 2001 року, в селі мешкали 523 особи.

### Мова
Розподіл населення за рідною мовою за даними перепису 2001 року:
| Мова       | Відсоток |
| ---------- | -------- |
| українська | 96,94 %  |
| російська  | 2,87 %   |
| молдовська | 0,19 %   |

## Сучасний стан
Станом на 1988 р. у селі — відділення колгоспу «Перемога» (центр, садиба у с. Боршна; спеціалізація — м'ясо-мол. тваринництво), середня школа, лікарня, фельдшерсько-акушер. пункт, аптека, ветеринарний пункт, клуб на 200 місць, 2 бібліотеки (10 тис. од. зб.).

## Пам'ятки
- Група курганів[d] (II-I тис. до н. е.);
- Група курганів-1 (3)[d] (II-I тис. до н. е.);
- Група курганів-2 (8)[d] (II-I тис. до н. е.);
- Курган-1[d] (II-I тис. до н. е.);
- Братська могила радянських воїнів[d], які загинули при звільненні села у вересні 1943р.;

## Видатні земляки
Уродженцями села є:
- І. І. Багмут — учасник повстання на панцернику «Потьомкін»;
- Самійленко Іван Матвійович (1911, Валки — 2006, Нью Джерсі, США) — український державний і громадський діяч, вчений. Останній голова Уряду Української Народньої Республіки в екзилі (1989—1992). Професор Лонґ Айленд Університету 1961—1980[2]. Автор книги «Соціо-політичне тло голодового геноциду в Україні (Комунізм — смертельний ворог села)»: Історичний нарис / І. Самійленко ; Вид. спілка — Українське Інформаційне бюро, інк. (Філадельфія США) — Київ: Просвіта, 1998. — 37 с.

## Виноски
1. 1 2  Зведений каталог метричних книг що зберігаються в державних архівах України  т.10, кн..1, ст. 91, 518 та 562 (PDF) (укр.). Український науково-дослідницкий інститут архівної справи та документознавства. Архів оригіналу (PDF) за 21 січня 2022. Процитовано 1 січня 2022.
2. ↑  Большая карта Российской Империи 1812 года для Наполеона. www.etomesto.ru. Архів оригіналу за 2 січня 2022. Процитовано 2 січня 2022.
3. ↑  ИнфоРост, Н. П. ГПИБ | [Вып.] 33 : Полтавская губерния. - 1862. elib.shpl.ru. Архів оригіналу за 15 січня 2021. Процитовано 1 січня 2022.
4. ↑  Зведений каталог метричних книг, клірових відомостей та сповідних розписів (укр.). Центральний державний історичний архів України, м. Київ (ЦДІАК України). Архів оригіналу за 1 січня 2022. Процитовано 1 січня 2022.
5. ↑  Полтавский губерский статистический комитет. (1911). Список населенных мест Полтавской губернии, с кратким географическим очерком губернии (російською) . Полтава: Электроная типография Д.Н. Подземского Петровская улица собственый дом, 1912. с. 313 з  562.
6. ↑  Іван М. Самійленко. Перша і, може, остання зустріч з Україною [Архівовано 3 лютого 2016 у Wayback Machine.] Щоденник «Свобода», 8 травня 1997, число 87, сторінка 2
7. ↑  Чернігівщина: Енцикл. довідник. — К.: УРЕ, 1990. — С.100.
8. ↑  Підсумки голосування на виборчих дільницях у загальнодержавному виборчому окрузі в межах ОВО № 210, Чернігівська область. Позачергові вибори народних депутатів України 2019 року.
9. ↑  Відомості про підрахунок голосів виборців на виборчих дільницях одномандатного виборчого округу № 210, Чернігівська область. Позачергові вибори народних депутатів України 2019 року.
10. ↑  Кількість наявного та постійного населення по кожному сільському населеному пункту, Чернігівська область (осіб) - Регіон, Рік, Категорія населення, Стать (1989(12.01)). database.ukrcensus.gov.ua. Банк даних Державної служби статистики України.
11. ↑  Кількість наявного населення по кожному сільському населеному пункту, Чернігівська область (осіб) - Регіон, Рік (2001(05.12)). database.ukrcensus.gov.ua. Банк даних Державної служби статистики України.
12. ↑  Розподіл населення за рідною мовою, Чернігівська область (у % до загальної чисельності населення) - Регіон, Рік, Вказали у якості рідної мову (2001(05.12)). database.ukrcensus.gov.ua. Банк даних Державної служби статистики України.